# Nicam
 (septembre 2020).
Si vous disposez d'ouvrages ou d'articles de référence ou si vous connaissez des sites web de qualité traitant du thème abordé ici, merci de compléter l'article en donnant les références utiles à sa vérifiabilité et en les liant à la section « Notes et références ».
NICAM est un acronyme qui signifie Near Instantaneous Companded Audio Multiplex : « Multiplexage audio à compression quasi instantanée ». Ce procédé permet la transmission d’un son numérique stéréo en complément d'un signal de télévision analogique.
En France, la première télédiffusion NICAM date du septembre 1994 avec la chaîne TF1. À la fin de l'année 2011, la suppression de la diffusion analogique des chaînes nationales par voie terrestre, sur satellite et le câble entraine l'arrêt définitif de la télédiffusion NICAM en France.
Ce signal peut également être télédistribué dans un réseau coaxial dit « antenne collective » ainsi que par un réseau câblé.

## Qualité audio du signal
Dès le lancement de la norme audio, la promotion présentait la qualité sonore du NICAM, équivalente à celle du CD audio. Toutefois, bien que d'une performance supérieure à la modulation AM et monophonique définie par la norme de télédiffusion « L » à 625 lignes, la performance sonore du NICAM est restreinte ; si l'encodage numérique du format CompactDisc exploite 44,1 kHz pour 16 bits d’échantillonnage, le NICAM est pour sa part, encodé seulement à 32 kHz sous 14 bits d’échantillon compressé, sur 10 bits. Le spectre sonore restitué en NICAM est dès lors selon l'analyse de Shannon, réduit à ~15 kHz contre ~20 kHz pour le CD. Enfin, la dynamique (le rapport entre le son de niveau le plus élevé et le son le plus faible théoriquement reproductible durant une période donnée) maximale se limite à 84 dB au lieu de 96 dB ; Enfin, la norme de compression Musicam peut engendrer dans certains cas, certains artefacts plus ou moins audibles par l'oreille humaine en raison d'un traitement de correction d'erreurs limitée.

## Historique
Il existe de nombreuses normes de télévision. Celles qui utilisent un son modulé en FM permettent la transmission d’un signal sonore stéréophonique, ce qui n’est pas le cas des normes diffusant le son en AM.
Pour permettre néanmoins la diffusion de son stéréo, la norme NICAM a été développée par la BBC dans les années 1980 (Première diffusion stéréo NICAM en 1986 sur la BBC).

## Flux numériques disponibles en NICAM
Les flux numériques utiles sont multiplexés dans des trames de transport de 728 bits (y compris les bits d'entête de trame et de contrôle de flux qui s'ajoutent au 704 bits utiles), peuvent être distribués dans un des quatre modes de multiplexage possibles :
- 1 canal audio stéréophonique numérique (avec repli possible sur le canal audio analogique AM/FM existant, ou sans repli si ce canal analogique est différent).
- 2 canaux audio monophoniques numériques séparés (avec repli possible du premier canal audio numérique sur le canal audio analogique AM/FM existant, ou sans repli si ce canal analogique est différent).
- 1 canal monophonique (avec repli possible du canal sur le canal analogique AM/FM existant, ou sans repli si ce canal analogique est différent) et 1 canal de données à 352 kbit/s.
- 1 canal de données à 704 kbit/s.

Chacun des 3 modes de multiplexage qui supporte au moins un flux audio peut se replier de façon optionnelle, en cas d'erreurs trop nombreuses de décodage à la réception, sur le canal analogique AM/FM existant supporté dans la bande de la chaîne de télévision, de façon à maintenir une qualité de réception suffisante.
Ces modes de multiplexage peuvent varier au cours du temps, au choix du programmateur, ce qui permet par exemple de passer d'une transmission stéréophonique à une transmission bilingue monophonique, ou de diffuser des canaux numériques complètement différents de ceux utilisés pour la chaîne ; cependant la norme NICAM impose que ce mode reste constant durant au moins 32 trames (chaque trame durant 1 milliseconde), car un des bits de contrôle dans l'entête de chaque trame de transport permet aussi de repérer les trames paires et impaires nécessaires à l'identification des canaux (ce bit est à 1 durant 8 trames, puis bascule à zéro durant 8 trames avant de rebasculer), 32 trames étant nécessaires pour valider aussi la présence du canal NICAM et son mode de multiplexage effectif, grâce à la détection de deux cycles complets de ce bit de contrôle).
De plus un canal numérique d'extension à 11 kbit/s est inclus dans chacun des modes de multiplexage (11 bits par trame de 728 bits entre les bits de contrôle de flux et les bits de charge utile), mais ce canal numérique de n'a pas été utilisé (bien que les circuits de décodage NICAM le fournissent). Il était prévu pour le transport de données de type télétexte (mais il s'est avéré peu fiable car dépourvu de dispositif de correction d'erreur, ce qui réduisait d'autant plus sa bande passante déjà modeste). Le télétexte a plutôt été développé en utilisant les lignes de trames vidéo laissées libres en haut et en bas d'image au sein de chaque demi-trame vidéo, ce qui permettait une bande passante numérique bien supérieure : historiquement, il fallait un délai pour que le balayage vidéo analogique puisse revenir en haut de l'écran et se stabiliser, ces lignes étant alors laissées noires (les parties gauche et droite de chaque ligne vidéo étaient aussi libres pour assurer le retour de balayage horizontal, et ont été utilisées soit pour améliorer la résolution, soit pour transporter des informations de cryptage de la vidéo). Ce canal numérique lent a aussi été expérimenté pour transporter des informations liées au cryptage des émissions sur les chaînes payantes (par exemple les données de mise à jour des droits dans les décodeurs des abonnés), mais là encore ce canal s'est avéré trop lent pour gérer les droits de nombreux abonnés.

## Technique
La source sonore stéréophonique en provenance du diffuseur subit en premier lieu une préaccentuation (norme CCITT J17), afin de garantir un meilleur signal/bruit à la réception.
Un filtrage Anti-aliasing limite la bande de fréquence audio à traiter dans la limite des 15 kHz.
Le son est ensuite quantifié sur 14 bits linéaires et à une fréquence d’échantillonnage de 32 kHz.
Le signal numérique est ensuite compressé sur 10 bits par simple suppression des bits de poids fort, pour les sons faibles (aucune perte d’information) et des bits de poids faible pour les sons forts (perte d’information inaudible), un code de contrôle de 3 bits permettant d’indiquer quels bits ont été supprimés est recalculé et envoyé tous les 32 échantillons (Ce qui peut poser des problèmes lors d’écart dynamique trop important dans un même bloc).
Un bit de parité est ajouté à chaque échantillon, calculé à partir des 6 bits de poids fort (les autres bits ayant une influence moindre sur le son, la parité sur les 6 premiers bits permet une meilleure robustesse du signal).
Le signal numérique est ensuite mélangé de façon aléatoire (brassage et entrelacement), le but de cette opération n’est pas de chiffrer le son, mais tout simplement d’éviter que le signal numérique ne vienne parasiter l’image sous forme de bandes obliques ou d’ondulations. Le signal est alors modulé (Modulation QPSK) avant d’être intégré au signal vidéo sur une sous-porteuse de la même façon que pour le son analogique. Le débit numérique des données NICAM stéréo est de 728 kbit/s (NICAM-728).
Concrètement, une trame NICAM de 728 bits contient donc :
- 8 bits de synchronisation de trame, de valeur fixe 01001110 ;
- 1 bit de contrôle pour l'identification des trames (ce bit bascule toutes les 8 trames) ;
- un entête de 4 bits de contrôle ou de commande, composé de :
  - 2 bits de commande identifiant un des 4 modes de multiplexage des 2 canaux numériques ;
  - 1 bit de commande autorisant ou non le repli du son numérique sur le canal analogique AM/FM (codé et transporté séparément, mais utilisé en entrée d’un décodeur NICAM) ;
  - 1 bit mentionnant si le canal numérique d'extension est utilisé ou non ;
- 11 bits pour le canal numérique d'extension (sinon ces bits contiennent des données pseudo-aléatoires uniquement destinées au profilage analogique, afin de limiter davantage les interférences avec les bandes de fréquence voisines).
- un bloc de 704 bits de données utiles, formés par 32 mots (de 10 bits chacun plus un bit de parité pour les canaux audios, ou de 11 bits chacun pour les canaux de données), les bits étant entrelacés par transposition dans une matrice de 44 × 16 bits destinée à limiter l'impact des erreurs binaires multiples.

La trame numérique de 728 bits subit un brouillage par ou exclusif avec une séquence binaire pseudo-aléatoire prédéterminée (dont le polynôme générateur est {\displaystyle x^{9}+x^{4}+1} et qui est réalisée avec un registre à décalage à rétroaction linéaire de 9 bits et une autre porte ou exclusif), cette séquence étant réinitialisée (en mettant à 1 les 9 bits du registre à décalage) en tête de chaque trame de 728 après ses 8 bits initiaux de synchronisation (qui ne sont eux-mêmes pas soumis au brouillage). Ce brouillage limite la formation d'harmoniques résiduels hors de la bande de transmission du signal numérique, à la suite de certaines données audio non aléatoires (ce qui pourrait faire apparaître un moirage dans un canal vidéo analogique voisin) et permet de mieux contraindre par filtrage ce canal dans sa bande de fréquence tout en réduisant également le taux d'erreurs.
On peut noter que ce format ne prémunit pas directement les données utiles contre la présence éventuelle d'une séquence possible de 8 bits égale aux 8 bits de synchronisation. Toutefois, les contraintes de codage imposées aux trames (notamment celle imposant de ne pas modifier les 4 bits de contrôle et de commande au sein d'un même groupe de 32 trames, et celle imposant le bit de contrôle alternant toutes les 8 trames, allonge effectivement la séquence fixe à 32 fois 13 bits (soit 416 bits en tout dans un des 16 modes possibles de multiplexage), la synchronisation ayant alors lieu au bout de 32 millisecondes avec une très faible marge de synchronisation erronée. De plus l'application du brouilleur numérique pseudo-aléatoire au contenu des trames limite fortement la survenance de telles erreurs.
Les trames brouillées obtenues de 768 bits sont alors transmises l’une après l'autre servent alors à moduler une sous-porteuse sinusoïdale en modulation QPSK (qui utilise les bits deux par deux pour moduler cette sous-porteuse en quadrature de phase différentielle, ce qui évite d'avoir à synchroniser la phase de la sous-porteuse elle-même). La sous-porteuse est alors transportée au sein de la bande de fréquence du canal analogique principal modulé transportant la chaîne, à côté de la sous-porteuse du signal audio analogique AM ou FM. En cas d'absence de trame numérique NICAM, seuls les 8 bits de synchronisation sont transmis en bourrage ou bien la sous-porteuse NICAM est totalement supprimée du signal principal.

## Intégration du NICAM dans la norme L en France

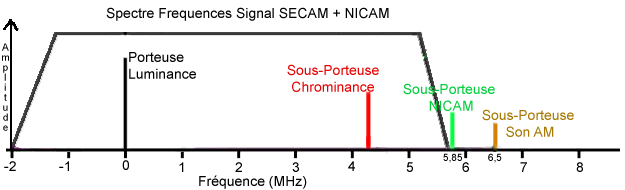
Spectre fréq. SECAM

En France, la norme de télédiffusion « L » à 625 lignes (laquelle exploite éventuellement un signal couleur au standard Sécam), intègre une sous-porteuse NICAM sur la fréquence de 5,85 MHz, par rapport à la fréquence porteuse vidéo (luminance).
La largeur de bande exploitée par le signal NICAM est de 500 kHz.
Le niveau de la sous-porteuse se situe à −27 dB par rapport à la porteuse image (luminance), afin d’éviter les interférences dans le signal vidéo.
Du fait de l’intégration de la sous-porteuse NICAM à proximité de la porteuse luminance, les anciens téléviseurs « monophoniques » ne sont pas perturbés par ce signal, la porteuse son AM/Monophonique étant bien séparée.